# Joulupukki

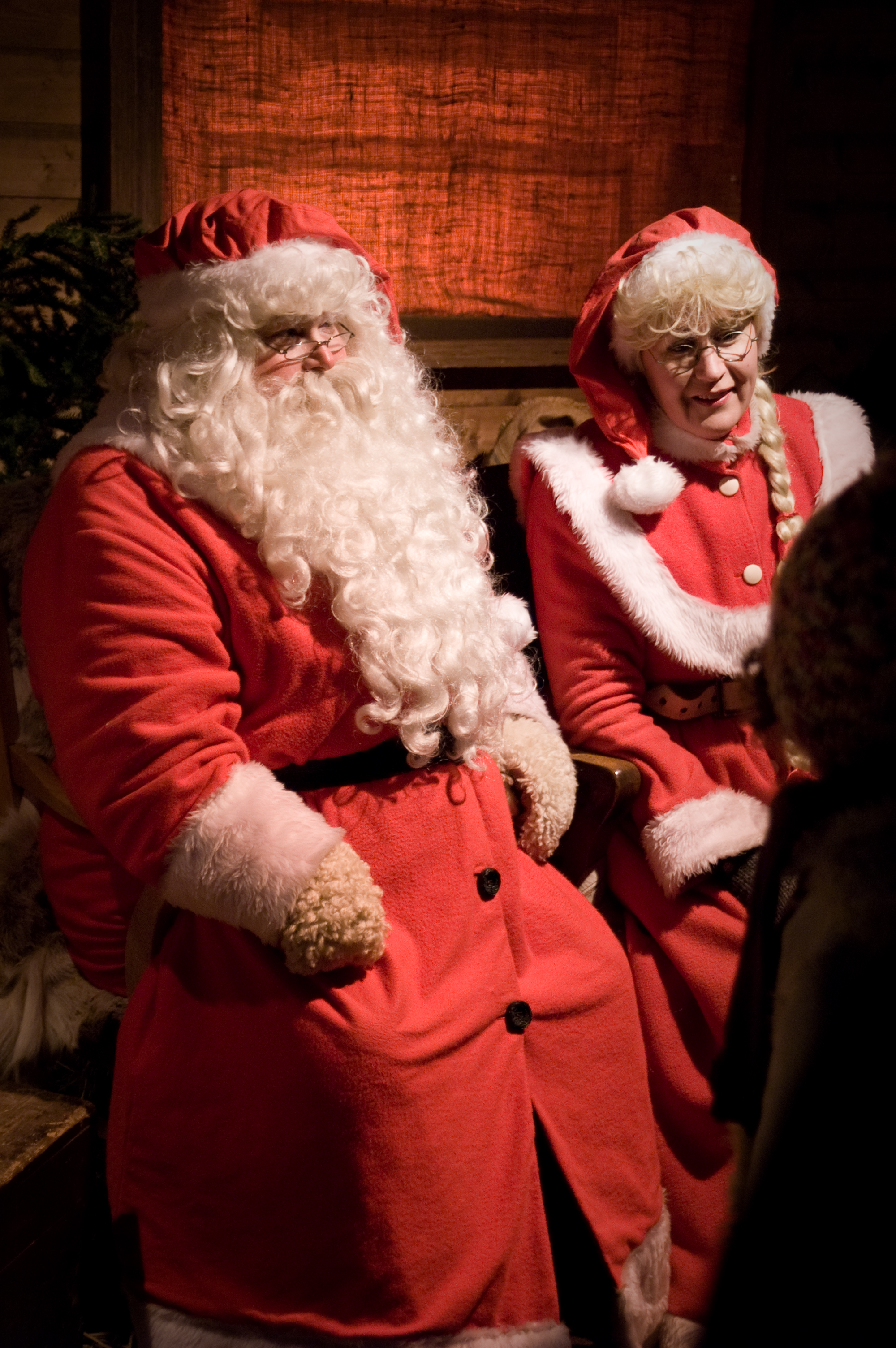
Joulupukki et sa fiancée.

Joulupukki (prononcé : [ˈjou̯luˌpukːi]) est une icône du noël finlandais. Le nom « joulupukki » signifie littéralement « chèvre de Noël » ou « chèvre de Yule » en Finnois. Ancienne tradition folklorique nordique, le joulupukki est aujourd’hui souvent confondu avec le Père Noël.

## Origines et description
Le Joulupukki est originellement inscrit dans  tradition païenne. Aujourd’hui, dans certaines régions de la Finlande, la tradition folklorique persiste, selon laquelle les personnes se déguisant en chèvre obtiendrons les restes du repas de Noël. Traditionnellement, la personne qui se déguise doit être l’homme le plus âgé, qui est appelé  un « nuttipukki ».
En Finlande, sa version moderne, inspirée du personnage international du Père Noël, est souvent habillée de peignoirs rouges et chauds, mais en est différenciée par une large bande bleue de fourrure, l’utilisation d’une canne pour marcher. Il se déplace dans un traîneau tiré par de nombreux rennes (qui ne volent pas, contrairement à ceux du Père Noël). En Laponie, il se déplace en pulkka, plutôt qu’en traîneau. La musique populaire de noël « Le petit renne au nez rouge », dans sa traduction en finnois, Petteri Punakuono, a permis à Rudolph d’être reconnu comme le renne chef du Joulupukki. Joulupukki est souvent présenté comme ayant une femme, appelée Joulumuori, mais la tradition n’en parle pas beaucoup.

## L'autre face de Joulupukki
Les païens menaient des festivités pour honorer le retour du soleil et certains pensent que le Joulupukki est le premier Père Noël avant sa version actuelle. La Julbock était considérée par certains comme une créature laide qui effrayait les enfants, mais d'autres pensent qu'il s'agit d'une créature imaginaire.
Les émissions de radio à partir de 1927 ont probablement eu une grande influence sur les changements du concept avec le costume du Père Noël, les rennes ainsi qu’avec Korvatunturi désigné comme son lieu d’habitation. Parce qu’il y a vraiment des rennes en Finlande, et que les Finlandais vivent dans le nord, la populaire histoire  américaine du Père Noël s'est très vite répandue et a fait racine en Finlande.
Le Joulupukki finlandais reçoit plus de 500 000 lettres provenant de plus de 200 pays chaque année. La plupart des lettres proviennent de la Pologne, Italie, Chine, Taiwan, Hong Kong et de Macao.
Joulupukki est un personnage principal dans Père Noël Origines, un film basé sur des courts-métrages oscarisés de Jalmari Helander.